# Britanska Formula 3 sezona 1964
Britanska Formula 3 sezona 1964 je bila prva sezona Britanske Formule 3, ki je potekala v dveh ločenih prvenstvih.

## Prvenstvo BARC
| Št | Dirkališče   | Datum         | Zmag. dirkač   | Zmag. dirkalnik | Zmag. moštvo   |
| -- | ------------ | ------------- | -------------- | --------------- | -------------- |
| 1  | Mallory Park | 8. marec      | John Taylor    | Cooper T72      | Tyrrell Racing |
| 2  | Snetterton   | 14. marec     | Jackie Stewart | Cooper T72      | Tyrrell Racing |
| 3  | Goodwood     | 30. marec     | Jackie Stewart | Cooper T72      | Tyrrell Racing |
| 4  | Oulton Park  | 11. april     | Jackie Stewart | Cooper T72      | Tyrrell Racing |
| 5  | Aintree      | 18. april     | Jackie Stewart | Cooper T72      | Tyrrell Racing |
| 6  | Silverstone  | 2. maj        | Jackie Stewart | Cooper T72      | Tyrrell Racing |
| 7  | Mallory Park | 17. maj       | Jackie Stewart | Cooper T72      | Tyrrell Racing |
| 8  | Brands Hatch | 3. avgust     | Warwick Banks  | Cooper T72      | Tyrrell Racing |
| 9  | Oulton Park  | 19. september | Jackie Stewart | Cooper T72      | Tyrrell Racing |
| 10 | Mallory Park | 11. oktober   | Roger Mac      | Brabham BT6     | Privatnik      |

## Prvenstvo BRSCC
| Št | Dirkališče     | Datum         | Zmag. dirkač       | Zmag. dirkalnik | Zmag. moštvo                       |
| -- | -------------- | ------------- | ------------------ | --------------- | ---------------------------------- |
| 1  | Mallory Park   | 30. marec     | Rodney Bloor       | Brabham BT9     | Privatnik                          |
| 2  | Snetterton     | 19. april     | Rodney Banting     | Lotus 31        | Privatnik                          |
| 3  | Castle Combe   | 27. junij     | Rodney Banting     | Lotus 31        | Privatnik                          |
| 4  | Snetterton     | 5. julij      | Sverrir Thoroddson | Lotus 31        | Jim Russell Racing Drivers' School |
| 5  | Snetterton     | 3. avgust     | Sverrir Thoroddson | Lotus 31        | Jim Russell Racing Drivers' School |
| 6  | Croft          | 22. avgust    | Tony Dean          | Lotus 22        | Privatnik                          |
| 7  | Brands Hatch   | 30. avgust    | Mike Budge         | Cooper T59      | Privatnik                          |
| 8  | Crystal Palace | 5. september  | Chris Irwin        | Merlyn Mk7      | Merlyn Racing                      |
| 9  | Mallory Park   | 13. september | Chris Irwin        | Merlyn Mk7      | Merlyn Racing                      |